# Менчіль
Менчіль — гора в Україні. Розташована розташована на гірському масиві Чорногора Українських Карпат в Закарпатській області. Гора Менчіль знаходиться на висоті 1,547 метрів над рівнем моря.

## Географія
Вершина розташована на хребті, що відходить на південь від полонини Рогнескої (1714 м), з'єднуючи Петрос (2020 м) і Говерлу (2061 м), розташованих за 7 км на північний схід від Менчіль. В околицях вершини на півночі є кілька менш помітних лісистих пагорбів, а на півдні хребет спускається до села Богдан. Із заходу масив обмежений долиною річки Богдан, зі сходу — долиною річки Говерла, обидві вони впадають на півдні в річку Біла Тиса, що відокремлює Чорногору від Рахівських гір. Висота вершини по відношенню до навколишніх долин становить близько 800 метрів. Місцеве населення відносно невелике, близько 43 людини на квадратний кілометр. Найближче більше місто Рахів, розташоване за 19 км на захід від гори Менчіль.

## Природа
Верхня частина вкрита невеликою галявиною, яка перемежовується хвойним лісом, місцями зустрічається гірська сосна, нижче 1300 м над рівнем моря схили суцільно вкриті змішаним лісом. Гора розташована на території Карпатського біосферного парку, який примикає до Карпатського національного парку, розташованого за 7 км на схід.

## Клімат
Клімат гемібореальний. Середня температура 5 °C. Найжаркіший місяць липень 16 °C, а найхолодніший січень −8 °C. Середня кількість опадів становить 1,295 міліметрів на рік. Найбільш вологим місяцем є травень, — 151 міліметр опадів, а найсухішим листопад — 59 міліметрів.
| Кліматограма гори Менчіль                                                              | Кліматограма гори Менчіль | Кліматограма гори Менчіль | Кліматограма гори Менчіль | Кліматограма гори Менчіль | Кліматограма гори Менчіль | Кліматограма гори Менчіль | Кліматограма гори Менчіль | Кліматограма гори Менчіль | Кліматограма гори Менчіль | Кліматограма гори Менчіль | Кліматограма гори Менчіль |
| -------------------------------------------------------------------------------------- | ------------------------- | ------------------------- | ------------------------- | ------------------------- | ------------------------- | ------------------------- | ------------------------- | ------------------------- | ------------------------- | ------------------------- | ------------------------- |
| С                                                                                      | Л                         | Б                         | К                         | Т                         | Ч                         | Л                         | С                         | В                         | Ж                         | Л                         | Г                         |
| 104 −8 −9                                                                              | 97 −4 −9                  | 120 4 −7                  | 114 11 −1                 | 151 15 6                  | 141 20 9                  | 121 20 13                 | 119 19 11                 | 93 14 7                   | 89 9 3                    | 59 3 −2                   | 88 −5 −9                  |
| Середня макс. і мін. температури повітря (°C) Атмосферні опади (мм), за рік : 1296 мм. |                           |                           |                           |                           |                           |                           |                           |                           |                           |                           |                           |

## Туризм
Туристичних стежок на вершину немає, але через масив пролягає багато стежок, які дозволяють потрапити на вершину з сусідніх полонин, а також по хребту з Перемицького перевалу. Досягнення вершини також може бути дещо складним через погане асфальтування доріг через невелику кількість туристів у цій місцевості, які найчастіше обирають своїм пунктом призначення сусідню Говерлу.
Вид з вершини дозволяє побачити сусідні домінуючі вершини Чорногори, Петроса та Говерли на півночі, далі на захід ми можемо побачити Близьницю та Апецьку у Свідовці, на півдні ми можемо побачити Мармароські Карпати з видатним Попом Іваном та Факулем, на задньому плані бачимо також П'єтрос (2303 м над рівнем моря).